# كأس الدنمارك 2008
كأس الدنمارك 2008 هو الموسم 54 من كأس الدنمارك. أقيم خلال الفترة 15 مارس 2008 وحتى 14 يونيو 2008، وأشرف على تنظيمه اتحاد جزر فارو لكرة القدم، وكان عدد الأندية المشاركة فيه 18، وفاز فيه ستريمور.